# 樋口豊 (ミュージシャン)
樋口 豊（ひぐち ゆたか、1967年1月24日 - ）は、日本のミュージシャン。ロックバンド・BUCK-TICKのベーシスト。初期の頃は「U-TA」と表記されていた。群馬県高崎市出身。愛称は「ユータ」。

## 人物
- BUCK-TICKのドラマー、ヤガミトールの実弟。
- 初期には地元の先輩にあたる松井恒松（BOØWY時代）のフォロワーとしてダウンピッキング一本を貫いていたが、アルバム『TABOO』の時期から指弾きもするようになる[2]。バンドの楽曲が16ビートの横ノリ主体になると、ヤガミトールとリズム隊二人でスタジオに篭り、猛練習に励んだと言う。
- 過去1曲だけ作詞を担当したことがある（BUCK-TICK「UNDER THE MOON LIGHT」。8cmCDシングル『悪の華』#2）。
- 人懐っこくよく喋る性格で、ライブのステージでは観客に向かって手を振る等親しみやすいキャラクターで、俳優・スポーツ選手など交友関係も幅広い。BUCK-TICKでは中心人物である櫻井敦司と今井寿があまり喋らないキャラクターなので、メジャーデビュー当初はバンドのスポークスマンとしての役割を務めていて、現在でも兄のヤガミトールとセットで雑誌やテレビ等のインタビューに駆り出されることが多い。
- 1993年4月に奥野敦士、原田喧太、勝村政信、松尾貴史、川村かおりらとバンド「ポークソテーズ」を結成、NHKみんなのうたで「ハンバーグの作り方」（未リリース作品）が放送される。
- 2004年に元ROGUEの奥野敦士とユニットWild Wise Apesを結成し、アルバム『3rd world』（2004年7月28日 DDCF-2009）をリリース。樋口も奥野との共作で4曲作曲している。
- 姉が阪神タイガース佐野仙好選手と同級生であることから、小学生の時に佐野選手に会わせてもらったりサインボールをもらったり一緒に食事させてもらったりしたことから阪神タイガースファンになり、虎党歴は約40年になる[3]。
- 虎党であることから2017年12月、神戸のデイリースポーツ本社を訪れた[3]。
- インバウンド対応のBUCK-TICK 公式モバイルサイト「LOVE & MEDIA PORTABLE」内でブログを執筆している[4]。
- 阪神タイガース戦を球場で観戦中は、大声で選手の名前を呼び、六甲おろしを歌い、ホームランが出たら近くの人と気さくに笑顔でハイタッチしている[5]。
- 月刊誌『音楽と人』連載「タイガース、今年こそ優勝だ!!」が2021年9月号で第100回を迎えた[6]。
- キー太とコラボしてオリジナルタオルを作ったことがある[7]。
- つば九郎がヘルメットでくるりんぱする時は固唾を飲んで見守っている[7]。
- 2013年、ファンクラブ会報のQ&Aコーナー内にてAnswerの欄にクマのキャラクターを描き添えて回答する[8]。そのクマのキャラクターの登場回数が増え、のちにシリアスベアーと呼ばれ、コンサートツアーグッズに登場する。
- 2023年、『音楽と人』11月号「タイガース、今年こそ優勝だ!!」取材中に阪神タイガースがセ・リーグ優勝を迎えた[9]。

## 連載
コラム
- 樋口タイガース牛乳（月刊誌『音楽と人』、2008年4月号 - 6月号、連載終了）
- タイガース、今年も優勝だ!!（月刊誌『音楽と人』2013年6月号[10] - ）※阪神タイガースがリーグ優勝するまでということで始まった連載である[11]。2023年9月14日、阪神タイガース、セ・リーグ優勝。2024年より「こそ」から「も」に改題。。

## 著書
- ユータ -A DAYS OF INNOCENCE-＜タワーレコード限定＞（2014年10月22日、音楽と人）[12]
- ユータ -Dear My Wonderful Fellows-＜タワーレコード限定＞（2023年4月12日予定、音楽と人）※2014年刊行単行本『ユータ -A DAYS OF INNOCENCE-』増補改訂版。
出版記念トーク＆サイン会 2023年4月15日予定 タワーレコード錦糸町パルコ店レンタルスペース（サイン会参加者全員プレゼント：特製シリアスベアーしおり）[13]

## イベント
- 音楽雑誌『音楽と人』主催トークイベント『僕たち、プロ野球大好きミュージシャンです!』（2017年3月 - 、新宿ロフトプラスワン）
音楽雑誌『音楽と人』で連載中の、樋口豊が阪神タイガース愛をとことん語るコラム「タイガース、今年こそ優勝だ!」から派生したトークイベント[14]。司会：金光裕史（音楽と人編集部 編集長 / 阪神タイガース）。
音楽と人2019年10月号連載「樋口豊（BUCK-TICK）の阪神タイガース今年こそ優勝だ!!2019」で金光編集長から「（2019年）10月あたりにやりましょう!」と発せられ第6回の開催が予告された[15]。また、樋口から「ジャイアンツファンのミュージシャンを探してね」と望まれているが金光編集長は「PATAさんしか思い浮かばない」とのこと[15]。音楽と人2019年11月号で金光編集長からあらためて開催することが発せられた。金光編集長は「Dieくん（ディル）来ないかなぁ」と話を振るが、樋口によると「Dieくん（ディル）は忙しいからね」とのことで、引き続き金光編集長にジャイアンツファンのミュージシャン登壇者を望んでいる[16]。ちなみに、後述の登壇者のようにヤクルトスワローズファンのミュージシャン登壇者がいない。
- 2019年10月23日に「音楽と人」公式サイトで、2019年11月13日「第6回!僕たち、プロ野球大好きミュージシャンです!」（会場：新宿ロフトプラスワン）の開催が発表され、いつものメンバーが登壇する[17]。同月25日、山本幹宗（福岡ソフトバンクホークス）と林幸治（読売ジャイアンツ）の登壇発表[18]。
- 第7回は政府からの新型コロナウィルスの感染拡大によるイベント自粛要請により無観客の有料生配信として開催され、当イベント初の配信となった。
  - 第1回 2017年03月08日 新宿ロフトプラスワン
  - 第2回 2017年11月08日 新宿ロフトプラスワン
  - 第3回 2018年03月08日 新宿ロフトプラスワン
  - 第4回 2018年11月08日 新宿ロフトプラスワン
  - 第5回 2019年03月14日 新宿ロフトプラスワン
  - 第6回 2019年11月13日 新宿ロフトプラスワン[17]
  - 第7回 2020年3月26日 19:00～ 新宿ロフトプラスワンから無観客の有料生配信[19]
- 2021年5月現在、コロナ禍により第7回の次は未開催のままだが樋口豊は、「僕たち、プロ野球大好きミュージシャンです」を再び開催したい意向をもっており参加メンバーに会ってプロ野球トークをしたがっている[20]。
- 2021年12月現在、やはりコロナ禍により第7回の次は未開催のままだが樋口豊は、「僕たち、プロ野球大好きミュージシャンです」を来季が始まるまでに開催したいという意向を表明した[21]。
  - 第8回 2023年5月8日 新宿ロフトプラスワン ※約3年ぶりに開催。第1部は有料配信された。
  - 第9回 2023年11月14日予定 新宿ロフトプラスワン（登壇予定：イノウエアツシ、ウエノコウジ、オカモト”MOBY”タクヤ、グレートマエカワ、樋口豊、金光編集長）中止。
  - 2024年7月 神宮球場観戦
  - 第9回 2025年2月3日 新宿ロフトプラスワン（登壇：イノウエアツシ、ウエノコウジ、オカモト”MOBY”タクヤ、グレートマエカワ、樋口豊、金光編集長）

登壇者
- ウエノコウジ（the HIATUS（Ba） / 広島東洋カープ）第1回、第3回 - 第8回
- オカモト”MOBY”タクヤ（SCOOBIE DO（Dr） / 第1回：シカゴ・カブス→第2回以降：MLB解説者）第1回 - 第8回
- グレートマエカワ（フラワーカンパニーズ（Ba） / 中日ドラゴンズ）第1回 - 第5回、7回、8回
- イノウエアツシ（ニューロティカ（Vo） / 横浜DeNAベイスターズ）第1回 - 第3回、第5回 - 8回
- 佐藤シンイチロウ（the pillows（Dr）、The ピーズ（Dr） / 横浜DeNAベイスターズ）第1回、第3回 - 第7回
- 樋口豊（BUCK-TICK（Ba） / 阪神タイガース）第1回 - 第8回
- 岡峰光舟（THE BACK HORN（Ba） / 広島東洋カープ）第2回
- キョウスケ（爆弾ジョニー（Gt） / 北海道日本ハムファイターズ）第2回 - 第7回
- Die（DIR EN GREY（Gt） / 読売ジャイアンツ）第3回・第4回
- 山本幹宗（元The Cigavettes、くるりサポート、銀杏BOYZサポート（Gt） / 福岡ソフトバンクホークス）第6回・第7回
- 林幸治（TRICERATOPS（Ba） / 読売ジャイアンツ）第6回・第7回